# ماتيو كورونيل
ماتيو كورونيل (بالإسبانية: Mateo Coronel)‏ هو لاعب كرة قدم أرجنتيني، ولد في 1998 في Ramallo, Buenos Aires ‏ في الأرجنتين. لعب مع أرجنتينوس جونيورز.

## وصلات خارجية
- ماتيو كورونيل على موقع قاعدة بيانات كرة القدم.إي يو (الإنجليزية)
- ماتيو كورونيل على موقع Soccerway.com (الإنجليزية)